# Elitserien (Schach)
Die Elitserien ist die höchste Spielklasse im schwedischen Mannschaftsschach. Dieser gehören 10 Mannschaften an; gespielt wird an 8 Brettern.

## Organisationsform
Die 10 teilnehmenden Mannschaften spielen ein einfaches Rundenturnier, über die Endplatzierung entscheidet zunächst die Anzahl der Mannschaftspunkte (zwei Punkte für einen Sieg, ein Punkt für ein Unentschieden, kein Punkt für eine Niederlage), anschließend die Anzahl der Brettpunkte (ein Punkt für eine Gewinnpartie, ein halber Punkt für eine Remispartie, kein Punkt für eine Verlustpartie). Die beiden Letzten steigen in die Superettan ab und werden durch die beiden Erstplatzierten der Superettan ersetzt. Ein Verein kann mit maximal einer Mannschaft in der Elitserien vertreten sein (diese Regelung gilt allerdings erst seit der Saison 1995/96, so dass die Schacksällskapet Manhem in der Saison 1993/94 mit zwei Mannschaften in der Elitserien antrat).
Die Mannschaftsaufstellungen müssen grundsätzlich nach der Elo-Zahl erfolgen, allerdings darf ein Spieler maximal zwei Bretter höher oder tiefer eingesetzt werden. Pro Wettkampf darf eine Mannschaft höchstens zwei Ausländer einsetzen.
Die Bedenkzeit beträgt 90 Minuten für die ersten 40 Züge und 30 Minuten bis zum Partieende; ab dem ersten Zug erhält jeder Spieler zudem eine Zeitgutschrift von 30 Sekunden pro Zug bis zum Ende der Partie.

## Geschichte
Die Elitserien wurde zur Saison 1987/88 eingeführt. Vorher war die zweigleisige Division I höchste Spielklasse, der Titel des schwedischen Mannschaftsmeisters wurde in einem Finalturnier ermittelt. Bei Gründung gehörten der Elitserien 8 Mannschaften an, zur Saison 1990/91 wurde die Elitserien auf 10 Mannschaften erweitert. Eine weitere Aufstockung der Elitserien auf 12 Mannschaften erfolgte zur Saison 1998/99, zur Saison 2011/12 wurde die Elitserien jedoch wieder auf 10 Mannschaften reduziert.

## Sieger der Elitserien
- 1988: Wasa SK
- 1989: Wasa SK
- 1990: Wasa SK
- 1991: Wasa SK
- 1992: SK Rockaden Stockholm
- 1993: SK Rockaden Stockholm
- 1994: SK Rockaden Stockholm
- 1995: SK Rockaden Stockholm
- 1996: SK Rockaden Stockholm
- 1997: SK Rockaden Stockholm
- 1998: SK Rockaden Stockholm
- 1999: Sollentuna SK
- 2000: Sollentuna SK
- 2001: SK Rockaden Stockholm
- 2002: Sollentuna SK
- 2003: Sollentuna SK
- 2004: SK Rockaden Stockholm
- 2005: SK Rockaden Stockholm
- 2006: Sollentuna SK
- 2007: Sollentuna SK
- 2008: SK Rockaden Stockholm
- 2009: SK Rockaden Stockholm
- 2010: SK Team Viking
- 2011: Lunds ASK
- 2012: SK Team Viking
- 2013: Limhamns SK
- 2014: SK Rockaden Stockholm
- 2015: SK Team Viking
- 2016: SK Rockaden Stockholm
- 2017: SK Team Viking
- 2018: Malmö AS
- 2019: Lunds ASK
- 2020: Stockholms Schacksällskapet
- 2022: Stockholms Schacksällskapet
- 2023: SK Rockaden Stockholm
- 2024: SK Rockaden Stockholm
- 2025: SK Rockaden Stockholm